# Wired Equivalent Privacy
Wired Equivalent Privacy (WEP) е схема от първо поколение за защита на упълномощени потребители на безжична мрежа от „подслушвачи“ чрез криптиране на потока данни между компютъра от мрежата и точката за достъп. За да се въведе WEP код се предоставя низ от ASCII или шестнайсетични знакове (5 ASCII или 10 шестнайсетични знака за 64-битов код; 13 ASCII или 26 шестнайсетични знака за 128-битов код). Кодът, предоставен при конфигурирането на безжичния адаптер, трябва да съвпада с кода на точката на достъп; всички устройства в мрежата трябва да използват същото ниво на криптиране — или само 64, или 128 бита.